# Lea Wermelin
Lea Wermelin (Rønne, 10 maggio 1985) è una politica danese, ex Ministro dell'ambiente dal 27 giugno 2019 al 15 dicembre 2022.

## Biografia
Nata a Rønne, nell'Hovedstaden, da Hans e Bodil Wermelin, è cresciuta a Bornholm, dove a frequentato il ginnasio locale tra il 2001 e il 2004. Tra il 2005 e il 2011 ha portato avanti gli studi presso l'Università di Copenaghen.

### Carriera politica
Presentatasi alle elezioni parlamentari del 2015, è stata eletta con 3 951 voti al Folketing, venendo rieletta nel 2019 con 5 059 voti.
Il 27 giugno 2019 il Ministro di Stato Mette Frederiksen l'ha nominata Ministro dell'ambiente.